# Norra Barsjön
Norra Barsjön är en sjö i Karlstads kommun i Värmland och ingår i Göta älvs huvudavrinningsområde. Sjön är 6,6 meter djup, har en yta på 0,874 kvadratkilometer och befinner sig 78,1 meter över havet. Sjön avvattnas av vattendraget Glumman.

## Delavrinningsområde
Norra Barsjön ingår i det delavrinningsområde (660350-138782) som SMHI kallar för Utloppet av Norra Barsjön. Medelhöjden är 107 meter över havet och ytan är 16,75 kvadratkilometer. Räknas de 3 avrinningsområdena uppströms in blir den ackumulerade arean 30,97 kvadratkilometer. Glumman som avvattnar avrinningsområdet har biflödesordning 2, vilket innebär att vattnet flödar genom totalt 2 vattendrag innan det når havet efter 261 kilometer. Avrinningsområdet består mestadels av skog (44 procent), öppen mark (11 procent) och jordbruk (31 procent). Avrinningsområdet har 0,87 kvadratkilometer vattenytor vilket ger det en sjöprocent på 5,2 procent.